# Hippolyte Lucas
Hippolyte Lucas (celým jménem Pierre Hippolyte Lucas) - (17. ledna 1814 (1815?), Paříž - 5. července 1899) byl francouzský entomolog. Během svého života působil jako asistent ve francouzském muzeu Muséum national d'histoire naturelle, kde je uložena i jeho sbírka hmyzu. Zajímal se hlavně studiem brouků (Coleoptera). Největší množství entomologického materiálu nasbíral v mezi lety 1839 až 1842 během výzkumně-sběratelské cestě do Alžíru.
Jeho bratr byl francouzský lékař Prosper Lucas (1805 - 1885), známý jako autor práce Traité philosophique et physiologique de l'hérédité naturelle, která vyšla v roce 1850 v Paříži. Specializoval se na dědičné choroby.

## Publikace
- Histoire naturelle des lépidoptères exotiques. Ouvrage orné de 200 figures peintes d'après nature par Pauquet et gravées sur acier. Paris: Pauquet, Bibliothèque Zoologique (1835).
- Histoire naturelle des animaux articulés. Exploration scientifique de l'Algérie, pendant les années 1840, 1841 et 1842 ... Paris, Imprimerie Nationale (1844 - 1849). Publikováno v 25 dílech, obsahuje 122 kreseb.
- Histoire naturelle des lépidoptères ou papillons d'Europe (1834 - 1835; 1845).
- Les Lépidoptères exotiques (1835 - 1836; 1845).
- Histoire naturelle des crustacés (1840 - 1841).
- Hist. nat. des animaux articulés.
- Histoire naturelle des lépidoptères exotiques. Paris: F. Savy, na titulní straně ručně kolorovaná rytina + uvnitř 80 ručně kolorovaných a dvě nekolorované rytiny v textu; [Ibid.] (1845)
- Histoire naturelle des lépidoptères d'Europe. Paris: F. Savy, 1864. druhé vydání, 80 ručně kolorovaných a dvě nekolorované rytiny v textu.